# تپه سراب شرف‌آباد ۳
تپه سراب شرف آباد ۳ مربوط به مس و سنگ است و در اسلام‌آباد غرب، پای کوه شرف آباد واقع شده و این اثر در تاریخ ۱۴ اسفند ۱۳۸۵ با شمارهٔ ثبت ۱۷۸۱۸ به‌عنوان یکی از آثار ملی ایران به ثبت رسیده است.